# Zafírfarkú pamacslábú-kolibri
A zafírfarkú pamacslábú-kolibri (Eriocnemis luciani) a madarak (Aves) osztályának sarlósfecske-alakúak (Apodiformes) rendjébe és a kolibrifélék (Trochilidae) családjába tartozó faj.
Magyar neve, forrással nincs megerősítve.

## Rendszerezése
A fajt Jules Bourcier francia ornitológus írta le 1842-ben, a Trochilus nembe Trochilus luciani néven.

## Alfajai
- Eriocnemis luciani baptistae Schuchmann, Weller & Heynen, 2001
- Eriocnemis luciani catharina Salvin, 1897
- Eriocnemis luciani luciani (Bourcier, 1847)
- Eriocnemis luciani meridae Schuchmann, Weller & Heynen, 2001
- Eriocnemis luciani sapphiropygia Taczanowski, 1874[2]

## Előfordulása
Dél-Amerikában, az Andokban,  Ecuador és Kolumbia területén honos, Venezuelai jelenléte bizonytalan. Természetes élőhelyei a szubtrópusi vagy trópusi hegyi esőerdők, magaslati füves puszták és cserjések.

## Megjelenése
Testhossza 9 centiméter. Nevét a lábain lévő pamacsról kapta.
|  |

## Szaporodása
A csésze alakú fészke, főleg mohából, zuzmóból és páfránylevélből készül.

## Természetvédelmi helyzete
Az elterjedési területe nem nagy, egyedszáma viszont stabil. A Természetvédelmi Világszövetség Vörös listáján nem fenyegetett fajként szerepel.